# Tempio di Febris
Il tempio di Febris, dea delle febbri, si trovava sul colle Quirinale, lungo il Vicus Longus (equivalente all'attuale via Nazionale) a Roma, più o meno in prossimità delle terme di Diocleziano.
Il tempio, noto solo dalle fonti letterarie, era uno dei tre santuari vicini dedicati a divinità correlate: Fortuna, Febris e Spes. Questo tempio, uno dei tre dedicati a Febris, si trovava alla sommità del Vicus Longus. Gli altri due si trovavano sul Palatino (il più importante della dea a Roma, di fondazione arcaica, lungo la via Sacra) e sulla collina Velia (lungo la via Sacra).